# 2010 FIFA World Cup South Africa
2010 FIFA World Cup South Africa – komputerowa gra sportowa wyprodukowana przez EA Sports i wydana przez Electronic Arts 27 kwietnia 2010 na platformy PlayStation 3, Xbox 360, PlayStation Portable oraz Wii. W grze dostępnych jest 199 reprezentacji narodowych. Można zagrać wybierając jedną z opcji: mecz towarzyski, tryb „Captain Your Country”, „Battle of Nations” z rankingiem lub FIFA World Cup 2010 South Africa, czyli mistrzostwa świata. Wybierając mistrzostwa, można zagrać w eliminacjach w jednej z 6 dostępnych stref eliminacyjnych i zakwalifikować się do finałów.